# كهف فوينتمولينوس
كهف فوينتمولينوس (بالإسبانية: Cueva de Fuentemolinos)‏ هو تجويف كهفي يتبع لبلدية بيلورادو في مقاطعة برغش في إسبانيا.
وتبلغ مساحته حوالي 4086 مترًا، ويتكون من اثني عشر تجويف فرعي على الأقل.